# Liên Hồng, thành phố Hải Dương
Liên Hồng là một xã thuộc thành phố Hải Dương, tỉnh Hải Dương, Việt Nam.

## Địa lý
Xã Liên Hồng nằm ở phía nam thành phố Hải Dương, có vị trí địa lý:
- Phía đông giáp phường Thạch Khôi và xã Gia Xuyên
- Phía tây giáp các huyện Gia Lộc và Cẩm Giàng
- Phía nam giáp huyện Gia Lộc
- Phía bắc giáp phường Tứ Minh.

Xã Liên Hồng có diện tích 9,26 km², dân số năm 2018 là 16.279 người, mật độ dân số đạt 1.807 người/km².

## Lịch sử
Trước đây, xã Liên Hồng thuộc huyện Gia Lộc, tỉnh Hải Dương.
Ngày 16 tháng 10 năm 2019, Ủy ban Thường vụ Quốc hội ban hành Nghị quyết số 788/NQ-UBTVQH14 về việc sắp xếp các đơn vị hành chính cấp huyện, cấp xã thuộc tỉnh Hải Dương (nghị quyết có hiệu lực từ ngày 1 tháng 12 năm 2019). Theo đó, chuyển toàn bộ diện tích và dân số của xã Liên Hồng về thành phố Hải Dương quản lý.